# Куптана (остров)
Куптана — остров архипелага Чонос в Чили. Наивысшая точка острова, а также всего архипелага, — 1680 метров над уровнем моря. На восточном берегу находится порт.